# (612148) 2000 CG105
(612148) 2000 CG105 est un objet transneptunien de magnitude absolue 6,9. Son diamètre est estimé à 240 km.